# Tiger Jack Fox
Tiger Jack Fox, de son vrai nom John Linwood Fox, est un boxeur américain né le 2 avril 1907 à Indianapolis, Indiana, et mort le 6 avril 1954 à Spokane, État de Washington.

## Carrière
Il entame sa carrière de boxeur professionnel au tournant des années 1930 dans la catégorie des poids mi-lourds. Fox compte notamment une victoire contre  Maxie Rosenbloom en 1935 pour le titre de champion des États-Unis, Bob Olin, Jersey Joe Walcott et Lou Brouillard. Il boxe jusqu'en 1950 et compte un bilan de 180 combats dont 138 victoires parmi lesquelles 91 KO.

## Distinction
- Tiger Jack Fox est membre à titre posthume de l'International Boxing Hall of Fame depuis 2023[1].